# Drame de Montreux
Au cours du drame de Montreux du 24 mars 2022, cinq Français d'une même famille tombent du balcon de leur appartement, situé dans un immeuble de la ville suisse de Montreux. L'enquête conclut à un suicide collectif minutieusement préparé, chez une famille qui baignait dans des thèses complotistes et survivalistes. Le père, la mère et sa sœur jumelle ainsi que la fille du couple meurent sur le coup ; seul le fils adolescent survit à sa chute.

## Contexte: la famille
Le père, Éric David, est âgé de 40 ans. Polytechnicien, il a travaillé dans plusieurs ministères français avant de devenir salarié d'une entreprise suisse puis de s'installer à son compte.
Nasrine Feraoun, son épouse, 41 ans et qui se déplace avec une canne, est dentiste ; elle a travaillé à son compte à Vernon dans l'Eure à partir de 2008, puis en Suisse depuis 2014, mais son autorisation d'exercer lui a été retirée, pour des « raisons administratives ». Sa sœur Narjisse est ophtalmologue ; formée à Nancy et à Paris, elle a été cheffe de clinique aux Hôpitaux universitaires de Genève et exerce à temps partiel à la clinique de l’œil de Sion. Elle est séparée depuis sept ans d'un Français de Lausanne avec lequel elle n'a plus de contact. Les jumelles sont d'origine nord-africaine, petites-filles de l'auteur algérien Mouloud Feraoun, assassiné en 1962 par l'OAS.  
La famille réside en Suisse depuis plusieurs années, précédemment en Valais. Elle a très peu de contact avec les voisins, qui la décrivent les uns comme absente, les autres comme recluse et repliée sur elle-même et s'étonnent de ses choix vestimentaires (longues capes vertes pour les deux femmes, short pour l'homme).
Ils vivent dans un cinq pièces, doté de trois balcons avec vue sur le lac Léman, au septième étage d'un immeuble de Montreux, rue du Casino. Les enfants ne sont pas scolarisés dans la commune, et, comme sa mère, la fille n'est pas inscrite au contrôle des habitants. Une affiche sur la porte sur laquelle est écrit « Jesus is the reason for the season » est pointée comme une marque de religiosité forte, peut-être de dérive sectaire. Les livraisons fréquentes de colis que recevait la famille et la quantité de provisions trouvées à leur domicile évoquent le survivalisme. 

## Fait divers
Le jeudi 24 mars 2022, vers 6 h 15, deux gendarmes de la police cantonale vaudoise viennent s'annoncer à la porte de l'appartement familial « pour exécuter un mandat d’amener délivré par la préfecture en lien avec la scolarisation à domicile [de l'adolescent] ». N'obtenant pas de réponse, ils se retirent et sont avertis par un témoin oculaire que des gens ont chuté d'un balcon.
Pendant ce temps, les membres de la famille sautent successivement du balcon de leur appartement, au septième étage, dans le silence et dans un intervalle de cinq minutes,. Le père de famille, son épouse, la sœur jumelle de celle-ci et la fille du couple, âgée de huit ans, meurent sur le coup, après vingt-cinq mètres de chute. Le fils, âgé de quinze ans, est hospitalisé dans un état grave, après que sa chute a été amortie par les corps de membres de sa famille : deux mois plus tard son pronostic vital n'est plus engagé mais il n'a plus de souvenir de la journée du drame.
Les quatre personnes mortes sont enterrées au cimetière de Clarens.

## Enquête
Aucune trace de violence préalable n'est relevée par les enquêteurs, non plus qu'aucun signe avant coureur sur les relevés téléphoniques et informatiques de la famille. Un escabeau est trouvé sur le balcon, qui a permis aux victimes d'enjamber la rambarde. L'enquête observe que « depuis le début de la pandémie de Covid-19, la famille était très intéressée par les thèses complotistes et survivalistes », avait « constitué un stock impressionnant de vivres en tout genre » et conclut que « l'ensemble de ces éléments suggère, chez les membres de cette famille, la crainte d'une immixtion de l'autorité dans leur vie ».
Selon les premiers éléments de l'enquête, la présence d'un tiers dans l'appartement est écartée ; la piste du suicide collectif est privilégiée,,. Aucun lien avec des tiers, des groupes ou des mouvances extérieures n'est identifié.
Après un an d'enquête, la justice conclut à un suicide organisé à l'instigation des deux sœurs qui, « dominantes et possessives », exerçaient une forte emprise sur le reste de la famille, la maintenant dans une grande défiance envers les institutions de l’État et dans la conviction d'un monde extérieur hostile. Le passage à l'acte avait été minutieusement préparé et répété, la famille allant jusqu'à définir l'ordre dans lequel ses membres sauteraient du balcon.
Le garçon, remis de ses blessures est pris en charge par les autorités de tutelle du canton de Vaud.

## Thèse d'Ariane Chemin
L'enquête d'Ariane Chemin, grande reporter au Monde, émet l'hypothèse d'un lien entre ce suicide collectif et l'assassinat à Alger du grand-père des deux sœurs, Mouloud Feraoun, survenu — à quelques jours près — 60 ans plus tôt. Elle suggère qu'une forme de paranoïa familiale ait pu se transmettre de génération en génération, de l'aïeul traqué par l'OAS en 1962 à ses descendantes en 2022,.